# Puerto Egg
Puerto Egg (en inglés: Egg Harbour) es una bahía en la costa oeste de Lafonia en la isla Soledad, Islas Malvinas. Se da al estrecho de San Carlos y se ubica al norte del rincón de San Martín. Hay unas cuantas edificaciones en la zona, algunas de ellas abandonadas.

## Historia

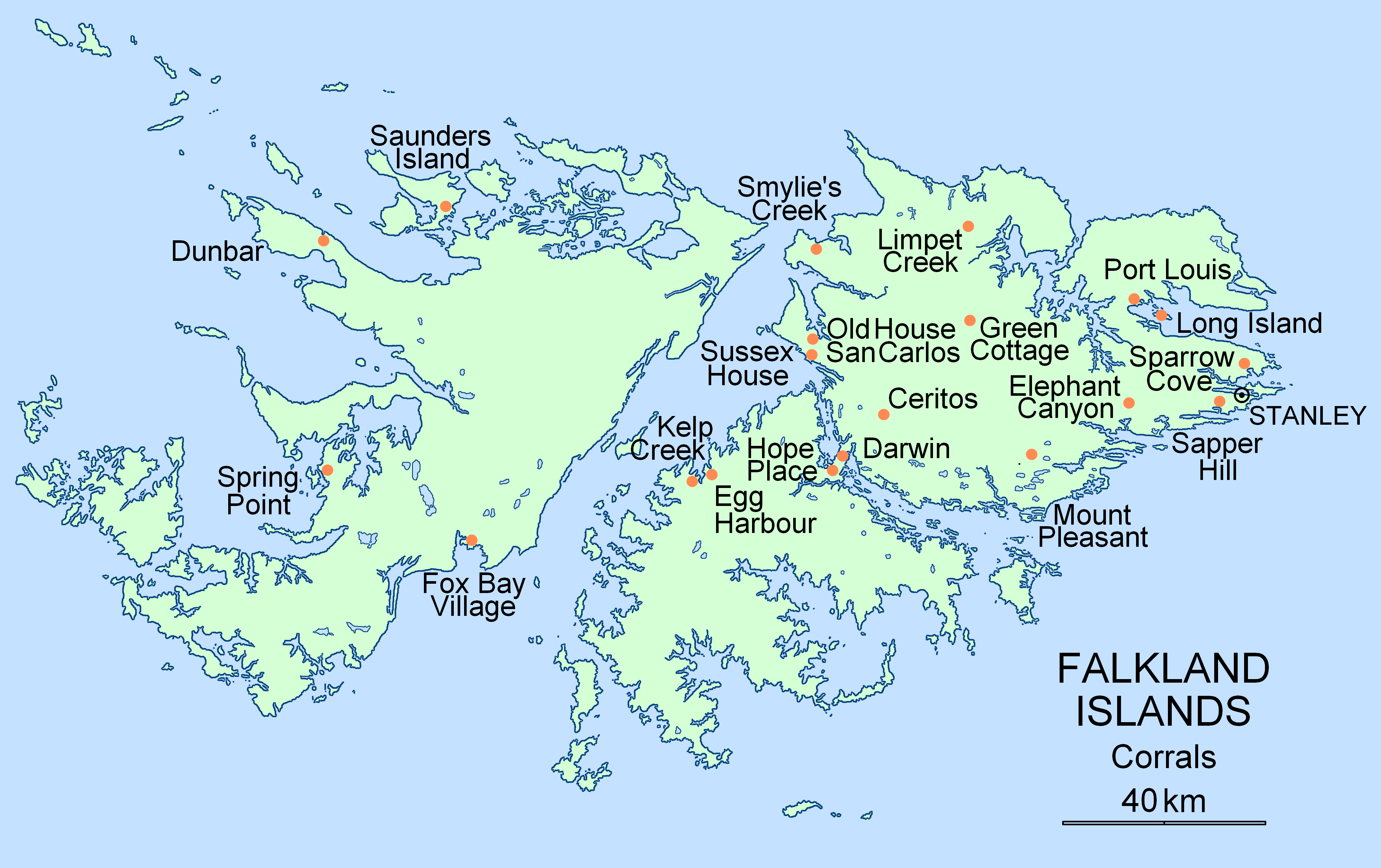
Mapa de los "corrals" (corrales) hechos por los gauchos en las islas. Algunos de ellos conservan el nombre en español.

Aquí funcionó a mediados del siglo XIX, un corral hecho por los gauchos del Río de la Plata llegados a las islas desde la década de 1820.

### Guerra de las Malvinas
La bahía fue considerada como uno de los sitios potenciales para un desembarco anfibio británico durante la guerra de las Malvinas, pero, en su caso, los desembarcos británicos tuvieron lugar en la bahía San Carlos en el noroeste de la Isla Soledad. Las principales objeciones fueron el "cuello de la botella" en el istmo de Puerto Darwin y Pradera del Ganso, que estaba fuertemente custodiado por tropas argentinas, y habrían impedido un asalto eficaz en Puerto Argentino/Stanley.